# Drittschadensliquidation
Die Drittschadensliquidation bezeichnet das Korrekturmodell eines in mehreren Fallkonstellationen auftretenden juristischen Problems im deutschen Recht des Schadensersatzes. Die Drittschadensliquidation bezweckt den Ausgleich einer aus dem Blickwinkel des Schädigers gesehen zufälligen Schadensverlagerung auf einen Dritten. Das kalkulierbare Risiko des Schädigers wird nicht erhöht, denn er haftet, wo er eine Haftung zu erwarten hatte. Aufgrund der Schadensverlagerung auf ihn erhält der geschädigte Dritte nun einen Liquidationsanspruch, wohingegen der aus der Rechtsbeziehung zum Schädiger Anspruchsberechtigte mangels eines bei ihm eingetretenen Schadens selbigen fallenlässt.
Ohne diese Konstruktion müsste der Schädiger weder dem Anspruchsinhaber noch dem Geschädigten den Schaden ersetzen, da der Anspruchsinhaber keinen Schaden hat und der Geschädigte gegen den Schädiger keinen Anspruch. Da dieses Ergebnis als unbillig gewertet wird, bedarf es der Korrektur durch die Drittschadensliquidation. Die Drittschadensliquidation ist damit eine Ausnahme zum Grundsatz der Relativität der Schuldverhältnisse.

## Prinzip
Ausgangspunkt ist der zivilrechtliche Grundsatz, dass der Geschädigte gegen den Schädiger einen Rechtsanspruch hat und der Schädiger verpflichtet ist, den dem Geschädigten entstandenen Schaden zu ersetzen (§§ 249 ff. BGB). Weiterhin gilt, dass stets nur der eigene Schaden gegenüber dem Schädiger geltend gemacht werden kann, nicht jedoch der Schaden eines Dritten.
Es gibt jedoch Fallkonstellationen, in denen ein Schaden – aus Sicht des Schädigers zufällig – bei einer anderen Person als dem Anspruchsinhaber eintritt und der Schädiger so ungerechtfertigt entlastet würde. Fallkonstellationen der zufälligen Schadensverlagerung können sein: die „obligatorische Gefahrenentlastung“ (Auseinanderfallen vertraglicher oder gesetzlichen Gefahrtragungsregeln), Fälle der „mittelbaren Stellvertretung“ (Stellvertreter handelt im eigenen Namen, aber für die Rechnung eines Dritten) und Schadensfälle, die in „Obhutsverhältnissen“ (der Besitzer überlässt die Obhut über eine Sache einem Dritten, der diese beschädigt) eintreten. Über das Institut der Drittschadensliquidation wird sichergestellt, dass der Geschädigte in diesen Fällen trotzdem entschädigt wird: Die Person in deren Rechtsposition eingegriffen wurde, kann den Schaden des Dritten geltend machen und den Schädiger auf Leistung an den Dritten verklagen.
Abzugrenzen ist die Drittschadensliquidation vom Vertrag mit Schutzwirkung zugunsten Dritter (§§ 328 ff. BGB), bei dem nicht der Anspruchsinhaber den Schaden des Dritten geltend machen kann, sondern – weitergehend – der Dritte einen eigenen Anspruch gegen den Schädiger erhält. Insofern kommt es für den Schädiger im Rahmen des Vertrages mit Schutzwirkung zugunsten Dritter zu einer Haftungskumulation (er haftet sowohl gegenüber seinem Vertragspartner als auch gegenüber dem einbezogenen Dritten), während es bei der Drittschadensliquidation nur zu einer Verschiebung der Haftung kommt. Gemeinsam ist beiden Instituten, dass auch der Vertrag mit Schutzwirkung zugunsten Dritter eine Ausnahme zum Grundsatz der Relativität der Schuldverhältnisse darstellt.

## Beispielsfall der Schadensverlagerung durch Gefahrübergang
Der Käufer K hat bei Verkäufer V 200 Flaschen Wein für sein Restaurant bestellt. V hat die Ware ordentlich verpackt und an K abgeschickt. Unterwegs wird sie durch den Transporteur T zerstört (Versendungskauf). War V noch Eigentümer der Ware, was regelmäßig der Fall ist, kann er sich aus dem Transportvertrag an T halten, oder mittels deliktischem Schadenersatz (§ 823 Abs. 1 BGB) gegen ihn vorgehen. Die ursprünglich aus der Gattung geschuldete Leistung ist mit Übergabe an T konkretisiert worden, weshalb V nach Eintritt der Unmöglichkeit der Lieferung durch T nicht nochmals an K zu leisten braucht (§ 275 Abs. 1 BGB). Wegen § 447 Abs. 1 BGB ist andererseits die Preisgefahr (Gefahr des Untergangs der Ware) auf K übergangen, er muss also trotz Nichtleistung der Ware den Kaufpreis zahlen. Der eigentlich geschädigte K hat gegen T selbst aber keine Ansprüche, denn den Transportvertrag hat nicht er abgeschlossen, sondern V und auch Schadensersatzansprüche nach § 823 Abs. 1 BGB scheitern am fehlenden Eigentum (Besitz) des K. V hat nun Schadensersatzansprüche, aber keinen Schaden, da er den Kaufpreis (die Gegenleistung) von K erhält. K hingegen hat den Schaden, da er den Kaufpreis bezahlen muss, hat aber weder aus Vertrag noch aus Delikt eine Anspruchsgrundlage zur Geltendmachung desselben.
Lösung: Bei der Drittschadensliquidation behilft man sich eines Tricks. Das Schadenserfordernis der anspruchsbegründenden Norm wird einfach dadurch erfüllt, dass dem potentiell Ersatzberechtigten im Verhältnis zum Schädiger der fremde Schaden wie eigener zugerechnet wird. Für den Schadensverursacher T stellt sich die Schadensverlagerung von V auf K durch § 447 BGB als rein zufällig heraus. Nach allgemeiner Meinung soll daher V von T den Schaden ersetzt verlangen können. Diesen Anspruch muss V im Rahmen der obligatorischen Gefahrenentlastung als stellvertretendes Commodum für die zerstörte Ware an K abtreten. Dieser kann dann den Schaden gegenüber T geltend machen. K vollzieht insofern, als er sich vom V dessen Schadenersatzansprüche nach § 275 Abs. 1, § 285 Abs. 1 BGB abtreten lässt.
Durch die Verpflichtung zur Abtretung wird letztlich erreicht, dass dem Schädiger eine zufällige Schadensverlagerung nicht zugutekommen kann und dass der Geschädigte den bei ihm entstanden Schaden ersetzt erhält. Wäre K in Abwandlung des Falls Verbraucher im Sinne eines Verbrauchsgüterkaufs nach § 474 ff. BGB gewesen, wäre die Preisgefahr erst gar nicht auf ihn übergegangen. Schaden und Anspruch wären bei V zusammengefallen und für eine Drittschadensliquidation bestünde kein Raum.
Nochmals anders wird die Fallvariante gelöst, wenn T als Spediteur im Sinne des Handelsgesetzbuchs auftritt. Da die vertraglichen Beziehungen zwischen V und T dann einen Frachtvertrag im Sinne der § 407 ff. HGB darstellen, ist § 421 Abs. 1 HGB anwendbar. § 421 HGB gesteht dem K als Leistungsempfänger einen Schadensersatzanspruch gegen T bereits originär zu. Eine Drittschadensliquidation findet auch hier keinen Raum.

## Voraussetzungen
Die allgemeinen Voraussetzungen für die Drittschadensliquidation sind:
1. Der Schaden liegt nicht beim Anspruchsinhaber (Anspruch ohne Schaden).
2. Der Geschädigte hat keinen Anspruch (Schaden ohne Anspruch).
3. Zufällige Verlagerung des Schadens vom Anspruchsinhaber auf den Geschädigten.

## Fallgruppen
Von der Rechtsprechung und Literatur sind verschiedene Fallgruppen zur Drittschadensliquidation entwickelt worden. Eine Verallgemeinerung über diese Fallgruppen hinaus kommt nicht in Betracht.
Die wichtigsten Fallgruppen der Drittschadensliquidation sind:
- Mittelbare Stellvertretung: Derjenige, der im eigenen Namen einen Vertrag für fremde Rechnung abgeschlossen hat, kann einen aus dem Vertrag erwachsenen Schadensersatzanspruch geltend machen, obwohl der Schaden im Innenverhältnis zwischen dem Vertreter und dem Geschäftsherrn letzteren trifft. Da der Vertrag im eigenen Namen abgeschlossen wird, liegt gerade kein Fall echter Stellvertretung vor. Insofern ist der Begriff der mittelbaren Stellvertretung missverständlich.

- Obligatorische Gefahrentlastung: Wer schuldrechtlich zur Eigentumsübertragung verpflichtet ist, kann im Rahmen von Gefahrtragungsregeln (z. B. § 447, § 644, § 2174 BGB) frei werden, wenn die Sache vor Erfüllung durch Verschulden eines Dritten untergeht; in diesem Fall kann der Eigentümer den Schaden gegenüber dem Dritten im Interesse der die Gefahr tragenden Person geltend machen. Im Falle des § 447 BGB ist jedoch § 475 Abs. 2 BGB zu beachten.

- Obhutspflicht: Der Besitzer, der die Obhut über eine Sache vertraglich einem Dritten anvertraut, kann im Falle einer Verletzung der Obhutspflicht dem Dritten gegenüber den Schaden des Eigentümers geltend machen.

- Bestimmte Treuhandverhältnisse, z. B. Sicherungsabtretungen.

- Nach vereinzelt vertretener Ansicht kann auch eine im Rahmen des § 241a BGB auftretende Konstellation zu einer Drittschadensliquidation führen.